# 趾凤乡
趾凤乡，是中华人民共和国安徽省安庆市宿松县下辖的一个乡镇级行政单位。

## 行政区划
趾凤乡下辖以下地区：
龙溪村、九重城村、趾凤村、月丹村、团林村、老岗村、吴河村和南冲村。

## 中国传统村落
2013年8月，团林村获评第二批中国传统村落。